# SAVIEM ZR20
Le SAVIEM ZR20 est un autocar de ligne interurbaine et de tourisme fabriqué et commercialisé par le constructeur français Saviem de 1958 à 1960. C'est l'évolution du Renault R4190.

## Histoire
Dès la fin de la Seconde Guerre mondiale, l'entreprise de Louis Renault est nationalisée par le général de Gaulle. Devenue Régie Nationale des Usines Renault, elle lance la gamme des Renault R4190 en 1949. La division autobus de la Régie Renault fusionne, en 1955, avec les petits constructeurs et carrossiers Latil et Somua. La division autobus abandonne la marque Renault au profit de SAVIEM LRS, (LRS pour Latil-Renault-Somua), qui reste filiale de la Régie Renault.

Le R4190, était un autobus à moteur placé longitudinalement entre les essieux, un 6 cylindres couché à gauche. Très reconnaissable avec ses deux phares ronds superposés, son pare-brise en deux parties avec un énorme montant central, il est construit sur un châssis à structure autoportante.
En 1958, Renault décide de lancer une évolution du modèle, le ZR20. Il bénéficie de quelques retouches esthétiques qui lui donnent une allure plus moderne et améliorent la visibilité du conducteur. Le montant central du pare brise et réduit et la surface vitrée est augmentée au point de le qualifier de panoramique. La face avant est allégée avec une simple barrette horizontale au milieu de la grille de calandre. Les essuie-glaces sont fixés sur la vitre du pare brise. La face arrière est bombée et très inclinée. Les vitres latérales sont de faible hauteur ce qui donne un sentiment de confinement aux passagers. L'habitacle souffre d'un manque d'extracteur d'air sur le pavillon et le chauffage est très difficile à réguler l'hiver.
On note qu'un modèle porte quasiment le même nom, ZF 20. Il est quasiment identique au Saviem ZR 20 mais il s'agit d'un modèle construit par les Ets Floirat, qui ont été repris par Saviem en 1955 et dont le modèle perdure dans la gamme Saviem. C'est même le modèle qui a le plus inspiré la carrosserie du ZR20 et du futur SC1.
Le Renault R4190 a évolué en ZR20 en 1958 et lui même en SC1 en 1960  qui sera remplacé par un vrai nouveau modèle, la gamme des Saviem S45 / S53 et S105 en fin d'année 1964.